# 旭 (漫画家)
旭（あさひ）は、日本の漫画家・イラストレーター・原画家。

## 略歴
同人誌サークル『FULLMETAL MADNESS』で名を挙げ、アダルトゲームの原画や、成人向け漫画などで活躍するようになった。手がける仕事の大半は成人向けであり、自身は『成人向け漫画家見習い』を名乗っている。持病として慢性鼻炎を持つ。趣味はコンピュータゲーム・プラモデル作成・フィギュア収集など。コンピュータゲームでは特に、スーパーロボット大戦シリーズを愛好し、同人活動で同作品の二次創作本を多く製作している。
パイズリに対して強い執着を持ち、商業活動・同人活動を問わず、ほぼ全ての作品でパイズリが挿入されている。他に、搾乳が登場するシーンが多いのも特徴である。ヒット出版社の成年コミック誌『COMIC阿呍』の2004年5月号で読み切り作品を描いた際には「炎のやわチチ職人!」というキャッチフレーズがつけられていた。

## 作品

### 漫画

#### 単行本
- 魔法少女ミルキー☆ベル（ヒット出版社、全2巻）
- 新スレイヤーズ ファルエシスの砂時計（富士見書房、原作：神坂一、キャラクター原案：あらいずみるい、全1巻）

#### 単行本未収録作品
- コミックメガストアH（コアマガジン）
  - Upgladeしますか？（2004年5月号）
  - こどもはかぜのこ（2004年9月号）
  - 愛安明伝（2007年7月号）
- コミックメガストア（コアマガジン）
  - Iron Maiden（2011年8、2012年3月号）

### ゲーム原画
- 双子姫乳×3（SQUEEZ）
- 奴隷な彼女（LiLiTH）
- 奴隷な彼女2（LiLiTH）
- 奴隷な彼女 PREMIUM BOX（LiLiTH）
- ハーレム×すくらっち（裸足少女）
- お姉さん×すくらっち（裸足少女）
- しあわせなお姫さま 〜エンゲージは子作りのために〜（裸足少女）